# Radiokompass

ADF-Empfänger und MDI

Ein Radiokompass, auch ADF (engl. automatic direction finder), RDF (engl. radio direction finder), oder Funkkompass ist eine bordseitige Empfangsanlage zur Funknavigation mittels Funkpeilung zu einem ungerichteten Funkfeuer (NDB) oder zu anderen Funksendern, die im Frequenzbereich 190–1750 kHz senden. Das ADF dient der Positionsbestimmung in der Seefahrt und Luftfahrt, der Unterstützung bei der Flugwegkontrolle und wird bei Instrumenten-Anflügen angewendet. Weiter bietet es Zusatzinformationen zu anderen Navigationsausrüstungen wie dem VOR (Drehfunkfeuer) und dem DME (Entfernungsmesser). Ein Radiokompass wird auch in der terrestrischen, angewandten Geophysik verwendet. Es dient also nicht als normaler Kompass (Anzeige der Himmelsrichtung, in die sich das Fahrzeug gerade bewegt), sondern zum Anpeilen eines Teilzieles.

## Aufbau
Die Funkwellen von NDBs (Non-Directional Beacons, ungerichtete Funkfeuer), die im Lang- und Mittelwellenbereich senden, haben eine verhältnismäßig große Reichweite. Die empfangenen Signale werden im ADF-Anzeigegerät ausgewertet. Die komplette bordseitige Anlage des ADF besteht aus der Antennenanlage mit Empfangsantennen, dem Empfänger mit Bedienpaneel sowie dem davon getrennten Anzeigegerät.

## Antennenanlage
Zur Vermeidung von Richtungszweideutigkeiten sind für den Radiokompass zwei verschiedene Antennentypen nötig.

Verschiedene Flugzeugantennen und ihre Anbringung

1. Eine drehbare Ferritstabantenne (engl. loop, früher eine Rahmenantenne, H-Feld-Antenne) nimmt die von einem NDB abgestrahlten Funkwellen auf. Das vom Sender kommende magnetische Feld induziert in dieser eine Spannung, deren Betrag und Phasenlage von der Richtung abhängen, aus der die Wellen kommen. Damit erhält man aber eine 180°-Zweideutigkeit der Richtung, weil der Sender auch in der entgegengesetzten Richtung liegen kann.
2. Die Seitenbestimmungsantenne (engl. sense, eine Langdrahtantenne, E-Feld-Antenne) besitzt keine Vorzugsrichtung, sie empfängt aus jeder Richtung gleich gut. Zusammen mit der Ferritstabantenne beseitigt sie die 180°-Zweideutigkeit der magnetischen Peilung.

Die Ferritstabantenne ist bei Flugzeugen in einer flachen Verschalung unter dem Flugzeugrumpf angebracht. Die Seitenbestimmungsantenne, die früher als Langdrahtantenne vom Rumpf bis zur Spitze des Seitenleitwerks aufgespannt war oder am Boden verlief, ist jetzt ebenfalls in der Verschalung untergebracht.

### Funktionsweise
In der Anfangszeit des Fliegens wurde ein Sender (NDB) durch Drehen einer Rahmenantenne mit vertikaler Achse angepeilt, bis die induzierte Rahmenspannung ein Minimum (Minimumpeilung) hat. Die Antenne wird also so gedreht, dass das Empfangssignal möglichst schwach am Empfänger ankommt, da eine Minimumpeilung sehr viel schärfer erfolgen kann als eine Maximumpeilung. Ohne äußere Störeinflüsse sind Genauigkeiten von 3 bis 5 Grad erreichbar. Es bleibt eine 180°-Zweideutigkeit der Richtung, weil der Sender auch in der entgegengesetzten Richtung liegen kann.

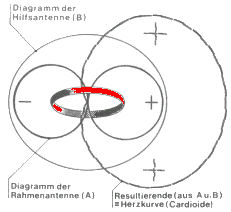
Darstellung der ADF Cardioide

Zur Auflösung dieser Zweideutigkeit bedient man sich daher zusätzlich der Spannung, die von der Hilfsantenne (E-Feld-Antenne) aus dem elektrischen Anteil des elektromagnetischen Feldes geliefert wird. Erst durch Überlagerung der Feldgrößen beider Antennen mit 90° Phasenverschiebung lässt sich eine eindeutige Ausbreitungsrichtung der Funkwellen feststellen.
Das nebenstehende Bild zeigt die Spulenachse der Rahmenantenne A in N-S-Richtung; Maximale Spannung wird induziert, wenn der Sender entweder im Osten oder im Westen liegt. Das Empfangsdiagramm hat die Form einer liegenden 8.
Das Empfangsdiagramm der Drahtantenne ist ein Kreis ohne Vorzugsrichtung. Addiert man beide Diagramme phasenrichtig, wird die Gesamtspannung, die Resultierende, besonders groß, wenn der Sender im Osten liegt und besonders klein, wenn er im Westen liegt. Das Ergebnis ist eine Herzkurve (Kardioide), die nun ein eindeutiges Minimum aufweist. Ein Stellmotor verdreht die Rahmenantenne so, dass das aus beiden Antennen kombinierte Signal das Minimum erreicht. Die Anzeigenadel des Radiokompasses ist mit dem Stellmotor gekoppelt, sodass ihre Stellung dem festgestellten Empfangsminimum des Antennensystems entspricht.
Die beschriebene Auswertung funktioniert optimal in der Horizontalebene und versagt, wenn sich die Antennen über dem NDB befinden. Das ist Ursache des Schweigekegels.

## Empfänger und Bediengerät
Je nach Gerätehersteller sind die Lang- und Mittelwellenempfänger mit unterschiedlichen Bedienpaneelen (engl. control panel) versehen. Der Frequenzbereich reicht von 190 bis 1799 kHz im Frequenzraster von 0,5 kHz. Daher kann man auch Rundfunksender im Lang- und Mittelwellenbereich abhören und für Peilzwecke nutzen. Bei der Verwendung von Rundfunksendern für navigatorische Zwecke ist jedoch Vorsicht geboten, da diese Sender oftmals an verschiedenen Orten auf gleicher Frequenz im sogenannten Gleichwellenbetrieb arbeiten. Stationen, die mit anderen Stationen im Gleichwellenbetrieb betrieben werden, dürfen nicht zur Peilung verwendet werden, da insbesondere im Verwirrungsgebiet, in dem das Signal von mehreren Standorten mit ähnlich hoher Feldstärke ankommt, keine brauchbare Peilung möglich ist.
Im Zweiten Weltkrieg wurden während des Überfliegens feindlicher Bomberverbände in Deutschland die Rundfunksender auf Gleichwellenbetrieb umgeschaltet, damit sie von den Bombern nicht als Hilfsmittel zur Funknavigation benutzt werden konnten.

## Anzeigegeräte
Separat vom Bedienpaneel ist das Anzeigegerät im Cockpit untergebracht. Es können verschiedene Anzeigegeräte zusammen mit dem ADF-Empfänger benutzt werden. Alle zeigen eine Peilung (engl. bearing) bezogen auf den im Bediengerät eingestellten Sender (NDB). Die Spitze der Anzeigenadel deutet, über einer Gradrose drehend, in die Richtung zum Sender.
Man unterscheidet drei Typen von Anzeigegeräten:

### RBI (relative bearing indicator)
Der RBI ist das klassische ADF-Anzeigegerät. Die 360°-Skala ist beim RBI nicht verstellbar, die Null-Grad-Markierung befindet sich oben in Richtung der Flugzeuglängsachse. Die Nadel des RBI zeigt auf das Funkfeuer (NDB). An der Skala wird der Winkel zwischen Flugzeuglängsachse und der Richtung zum NDB abgelesen. Dieser Winkel ist die Seitenpeilung (engl. relative bearing).
Mit diesem abgelesenen Relative Bearing kennt der Pilot seine Richtung zum NDB, bezogen auf seine Flugzeuglängsachse. Um zur Station zu gelangen, also ein QDM zum NDB zu erhalten, addiert man das geflogene Heading (MH, Magnetic Heading) und das relative Bearing (RB) nach folgender Formel:
| MH + RB = MB (=QDM) |
| ------------------- |

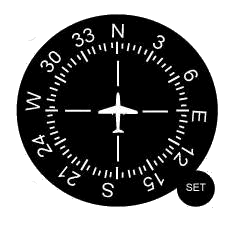
Moving Dial Indicator (MDI)

Modernere Geräte besitzen eine manuell drehbare (MDI) und somit auf den Steuerkurs einstellbare oder eine von einem Kreiselkompass automatisch gesteuerte (RMI) Kompassrose. Hier entfällt die Umrechnung, und das QDM (missweisender Steuerkurs zum Sender) kann direkt abgelesen werden.

### MDI (moving dial indicator)
Der MDI ähnelt dem RBI, jedoch ist die Skala manuell durch den Einstellkopf (HDG oder SET) verstellbar. Man muss das geflogene Heading (MH) nach dem Gyro am MDI einstellen, dann kann man an der Nadelspitze das QDM ablesen.

### RMI (radio magnetic indicator)
Der zuletzt entwickelte RMI bietet etliche Vorteile gegenüber den beiden anderen Geräten. Der RMI ist ein kombiniertes Anzeigegerät aus Radio-Kompass und Magnetkompass. Wie beim MDI ist auch bei dem RMI die Skala (im Folgenden als Kompassrose bezeichnet) beweglich. Jedoch dreht sie sich von selbst mit Hilfe eines Fernkompasses, der in der Flugzeugflügelspitze sitzt. Es handelt sich also um einen Kurskreisel, den man im Flug nicht nachstellen muss. Zum Antrieb der Kompassrose des RMI dient ein als Empfänger dienender Synchro. Ein als Geber geschalteter Synchro ist mit dem Kompasskreisel gekuppelt und elektrisch mit dem Empfänger verbunden.

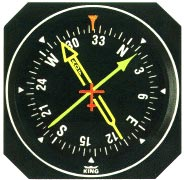
Radio Magnetic Indicator (RMI)

Zusätzlich zu der Kurskreiselfunktion hat der RMI zwei Zeiger, die mit Signalen anderer Funknavigationsempfänger belegt werden können, beispielsweise entweder mit zwei VOR oder einem ADF und einem VOR. In der Regel ist der NAV-1-Empfänger auf den RMI aufgeschaltet. Es gibt auch Geräte, die ein Umschalten von NAV-1 auf NAV-2 zulassen.
Zum Antrieb der Zeiger ist ebenfalls je ein Synchro im Gerät.
Da die Zeiger auf der Achse der Kompassrose sitzen sind diese mit einem 1 : 1 Getriebe mit den Zeigern verbunden.
Der RMI bietet dem Piloten drei Informationen, was das Gerät ideal für Kreuzpeilungen macht:
1. Kompassrose: missweisender Steuerkurs (MH), oben unter der Kursmarke (rotes Dreieck in der nebenstehenden Abbildung)
2. Zeiger 1 (im Bild breiter, gelber Zeiger): missweisende Peilung (QDM) zur ersten eingestellten Bodenstation, also VOR oder NDB
3. Zeiger 2 (im Bild schmaler, grüner Zeiger): missweisende Peilung (QDM) zur zweiten eingestellten Bodenstation, also VOR oder NDB

### Ablesung
- Ablesen des Radials/QDRs

Am Ende der Nadel, die das QDM zur eingestellten VOR oder NDB anzeigt, kann man direkt das Radial bzw. das QDR ablesen.
- Ablesen des QDMs

Man projiziert in Gedanken die Nadel des ADF auf die Skala des Kurskreisels. So kann man direkt am Gyro das QDM ablesen.

### Digitale Nachfolger
In modernen Passagierflugzeugen sind die analogen Zeigerinstrumente nicht mehr vorhanden. Stattdessen werden auf zwei Computermonitoren Bilder angezeigt, die den gewohnten Anzeigeinstrumenten entsprechen. Die erforderlichen Signale werden von je einem digitalen Navigationsrechner bereitgestellt.

## Probleme und Störungen
Erwähnenswert ist die hohe Störanfälligkeit dieses Systems: Während der Dämmerung und der Nacht werden durch die im Lang- und Mittelwellenbereich vorhandene natürliche Reichweitenzunahme Sender gleicher Frequenz empfangbar, welche den Empfang stören und die Anzeige stark verfälschen können. Regen und insbesondere starke Gewitter können bewirken, dass die Richtungsnadel nicht mehr auf den gewählten Sender, sondern auf das Gewitterzentrum zeigt. Selbst bei schönem Wetter sind Fehler durch Reflexion und Beugung der Wellen an Gebirgen möglich.
Optimale Empfangsleistung kann nur ein Antennensystem bringen, das technisch richtig ausgelegt und korrekt am richtigen Ort am Flugzeug montiert ist. Leistungseinbußen treten auf bei Korrosion, Verbiegen, loser Befestigung (Vibration), Abschattung durch Bauteile des Luftfahrzeuges und gegenseitiger Beeinflussung der Antennen untereinander.
Die Peilfehler, welche durch atmosphärische Störungen und Wegeablenkung über dem Boden auftreten können, stehen nicht direkt im Zusammenhang mit der Funktion der Antennenanlage. Wohl aber die Fehler, die durch Feldverzerrungen in der engen Umgebung der Peilantenne entstehen und jene, die durch die Wegeveränderung der Bezugsachse des Antennensystems in verschiedenen Fluglagen hervorgerufen werden.
- Quadrantenfehler (engl. quadrantal error)

Dieser hat seine Ursache in der Ablenkung der Funkwellen an der Außenhaut des Flugzeuges zusammen mit dem Resultat aus der Mischung reflektierter Wellen mit den neu ankommenden. Hierunter fällt auch die Ablenkung, die die Funkwellen durch das flugzeugeigene Magnetfeld erfahren. Impulsstörungen, verursacht durch die Zündanlage, den Generator, den eventuell vorhandenen Stellmotoren und unabgeschirmten, störbehafteten Zuleitungen von Invertern beeinflussen den Empfang ebenfalls negativ.
Die Größe des Quadrantenfehlers ist abhängig von der Einfallrichtung der Funkwellen und von der Intensität des flugzeugeigenen Magnetfeldes. Dieser Fehler kann, soweit es sich um eine feststehende Fehlerquelle und Fehlergröße handelt, mechanisch und/oder elektrisch kompensiert werden. Ein vorhandener Quadrantenfehler verfälscht die Peilungen in Richtung zur Flugzeuglängsachse hin. Der Fehler ist am größten, wenn die Funkwelle bezogen auf die Längsachse des Flugzeuges aus den Viertelkreisen kommt – also bei Seitenpeilungen von 045°, 135°, 225° und 315°.
- Neigungsfehler (engl. dip error)

Er tritt im Fluge bei Lageabweichungen von der Horizontalen (Steigflug, Sinkflug, Kurvenflug) auf. Führt das Flugzeug nur eine Neigung der Längsachse (engl. roll) oder der Querachse (engl. pitch) aus, ist die Auswirkung gleich der des Quadrantenfehlers in den Viertelkreisrichtungen.
Durch das Neigen des Flugzeuges, z. B. in der Kurve, wird die Rahmenantenne aus ihrer MINIMUM-Stellung gebracht. Durch das automatische Nachdrehen der Peilantenne in die nun aktuelle MINIMUM-Position wird die Anzeige fehlerhaft. Dieser Effekt ist besonders stark in Sendernähe. Bei größeren Entfernungen zum NDB verringert sich der Fehler. Man darf also Peilungen ähnlich wie beim Magnetkompass nur im waagerechten Geradeausflug mit einiger Entfernung zum NDB vornehmen.

## Geschichte und Anwendungen

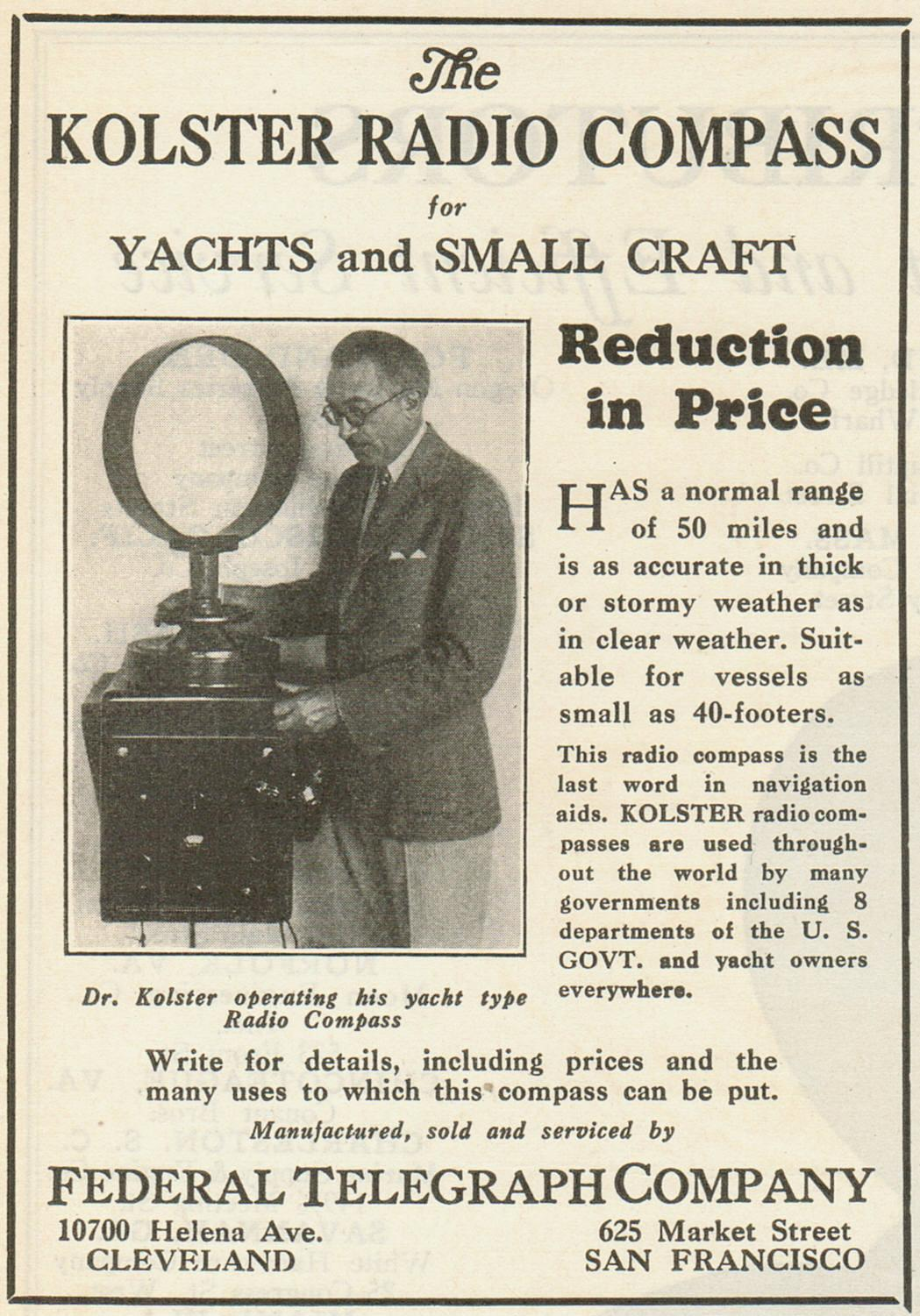
Inserat zum Radiokompass von Kolster, 1930

Peilverfahren zur Richtungsbestimmung mittels elektromagnetischer Wellen gehören zu den ältesten Verfahren der Funkortung. Die ersten Versuche, mit Dipolen und Schleifen die Richtung einer einfallenden Welle zu bestimmen, führte schon Heinrich Hertz Ende des 19. Jahrhunderts durch. Ein Pionier in der Anwendung des Radiokompasses für die Seefahrt war Frederick A. Kolster zur Zeit des Ersten Weltkriegs.